# Евлогий Кордовский
Евлогий Кордовский (810 — 859) — архиепископ Толедо (851—859), христианский святой, священномученик Католической церкви, почитается православными в качестве местночтимого святого, день памяти — 11 марта.

## Жизнеописание
Евлогий родился в знатной семье в столице мусульманской Испании, во времена эмира Абд ар-Рахмана. Семья дала ему, равно как и его братьям и сёстрам, прекрасное образование, о котором особую заботу проявляла его мать по имени Изабель. Младший из братьев, Иосиф, занимал высокий пост при дворе Абд ар-Рахмана. Его братья Альвар и Исидор были купцами и торговали по всей Центральной Европе. Из его сестёр Ниола (Niola) осталась с матерью, в то время как Анулона (Anulona) получила образование при монастыре и стала монахиней.
После завершения образования в монастыре св. Зоила св. Евлогий вернулся в семью, где продолжил своё образование, обучаясь литературному искусству у такого знаменитого мастера, как игумен Сперандео (Speraindeo). В то же время, он подружился с Альваром Павлом (Alvarus Paulus), вместе с которым они изучали как светские, так и духовные науки во всём их богатстве. Их переписка в прозе и стихах составила тома, которые по взаимному согласию были потом уничтожены, так как, по их мнению, их содержание было недостаточно отшлифовано. Альвар женился, а Евлогий был рукоположён в сан священника св. Реккаредом, епископом Кордовским. Он быстро прославился ученостью и аскетическим образом жизни. Он часто посещал окрестные монастыри и составлял для них уставы монашеской жизни. Из дальних монастырей он привозил древние рукописи, по которым сверял и исправлял латинские религиозные тексты.
Но главное дело жизни Евлогия — это поддержка верующих, заведомо обреченных на страдания, то есть тех, кто добровольно перешёл из ислама в христианство, кто активно проповедовал Слово Божие. В 851 году Евлогий был избран архиепископом города Толедо, однако преемник Абд ар-Рахмана — эмир Мухаммед — не желал видеть на столь ответственном месте несговорчивого, непокладистого иерарха, и Евлогий так и не приступил к своим обязанностям. Более того, в этом же году он был заключен в тюрьму, откуда не переставал обращаться со словами ободрения и поддержки к собратьям-христианам. К примеру, известны его письма к двум кордовским женщинам — Флоре и Марии. В тюрьме св. Евлогий написал значительную часть работ, содержащих жизнеописания более 50 своих земляков-мучеников, несущих людям слова братской любви и призывы держаться до конца («Воспоминания о святых» или «Памятная книга о святых» (Memoriale Sanctorum)).
Финал жизни св. Евлогия был трагическим, но светлым. Девушка по имени Леокрития (Лукреция), происходившая из знатной арабской семьи, приняла христианство. Она бежала из дома и нашла приют у Евлогия, за что он был снова арестован в 859 и предстал перед судом. Он заявив судье, что будет счастлив предоставить и ему убежище в случае, если тот станет христианином. Кроме того, здесь же, на суде, он взялся немедленно доказать, что истинным Сыном Божиим является Иисус, а пророка Мухаммеда назвал обманщиком и самозванцем. Евлогий был подвергнут бичеванию, а затем обезглавлен. Новообращенная Леокрития проявила не меньшее мужество, чем её старший брат во Христе, и через три дня её постигла та же участь — она была обезглавлена.
Св. Евлогий — один из наиболее почитаемых в Испании мучеников. Его мощи пребывают в кафедральном соборе Овьедо.